# Пластификация
Пластификация полимеров — введение в них труднолетучих низкомолекулярных веществ (пластификаторов), повышающих их пластичность и (или) эластичность.

## Описание
Пластификаторы понижают температуры хрупкости, стеклования и текучести, уменьшают пределы текучести или вынужденной высокоэластичности вследствие уменьшения интенсивности взаимодействия между макромолекулами и облегчения подвижности их сегментов.
Эффективность действия пластификатора зависит от его совместимости с полимером. Пластификатор отделяется («выпотевает») при его содержании выше некоторого предела, что определяет нижнюю температуру эксплуатации пластифицированного полимера, поскольку совместимость падает с понижением температуры.
Иногда пластичность полимера повышается при добавлении несовместимых с ним веществ. Предполагается, что такие пластификаторы ослабляют связи не между отдельными макромолекулами, а между элементами надмолекулярной структуры (структурная пластификация).
Пластификация влияет не только на механические, но и на диэлектрические свойства и электрическую проводимость полимера, что учитывается при подборе пластификаторов.